# Andreas Borum
Andreas Borum (* 1799 in Hamburg; † 29. April 1853 in München) war ein deutscher Maler, Lithograph, der auch in Stein arbeitete, und Bildersammler.

## Leben
Anfangs war er in Leipzig als Zimmermaler tätig und bildete sich an den Kunstakademien in München aus.

### Hamburger Künstlerkolonie in München
1829 bis 1835 war Borum „Stammhalter“ der „Hamburger Künstlerkolonie“ in München. Ihre zeitweise Verbindung dort hatten unter anderen  Jacob Gensler, Georg Haeselich, Markus Haeselich, Franz Heesche, Victor Emil Janssen, Hermann Kauffmann, Johann Karl Koch, Joh. Ludwig Westermann, Wilhelm Friedrich Wulff und Wassermann.

## Beruflicher Werdegang

### Gebr. Kehr & Niessen
Unter den Mitinhabern des „lithographisch-artistischen“ Institut der Gebr. Kehr, auch unter Gebr. Kehr & Niessen in der Literatur erwähnt, den Lithographen Carl Kehr in Köln sowie seinem Bruder Johann Philipp Kehr (* 1800 in Bad Kreuznach) war er neben D. Leon, Eduard Gerhardt und Bonaventura Weiß (* 1812) von 1835 bis 1839 als Mitarbeiter tätig.

## Werke
- um 1824: Lithographie: Trarbach mit der Ruine Gräfenburg an der Mosel nach einem Gemälde von Domenico Quaglio bei J. Lacroix
- 1827: architektonische Verzierungen im Verlag von Hermann und Barth in München die 1830 an der Herausgabe Malerische Topographie des Königreichs Bayern. beteiligt waren.
- 1828: das Coliseum nach einem Gemälde von Rottmann als 39,2 cm × 55 cm bei Joseph Lacroix gedruckte Lithographie und Jahresgabe des Kunstverein München[7]
- 1828: der Dom zu Mailand nach einem Gemälde von Migliara, (Lithographie)
- 1828: Neuötting nach einem Gemälde von Domenico Quaglio, (Lithographie)
- 1828: Ein Seestück nach einem Gemälde Van de Velde, (Lithographie)
- um 1829: Ueberlingen am Bodensee. Blick vom Westen zum Münster, umgeben von zahlreichen Fachwerkhäusern mit Wäscherinnen an einem Bach und Brunnen nach einem Gemälde von Domenico Quaglio bei Ebner in Augsburg
- 1834: Gemeinsam mit A. Grandmayer zu: Das Nahe Thal: von dem Ursprung der Nahe bis zur Mündung in den Rhein; nach der Natur von J. C. Scheuren aufgenommen.[8]
- um 1835: Die Ruine der Ebernburg bei Kreuznach.[9]
- um 1839: Die Heimkehr der Hirten nach Boud und Boudewins
- um 1840: gemeinsam mit Albert Emil Kirchner: Die Ludwigsstrasse in München
- Klosterhof im Schnee nach Carl Friedrich Lessing
- Niederländische Landschaft nach Hobbe
- Der Rheingrafenstein von der Westseite nach Hobbe

## Ausstellungen
1839: Ausstellung von Produkten des Kunst- und Gewerbefleißes in Köln mit der „Die Heimkehr der Hirten“, Allgemeines Organ für Handel und Gewerbe und damit verwandte Gegenstände. Band 4. Wöchentliches Beiblatt zum Allgemeinen Organ, enthaltend die Verhandlungen und Mittheilungen des Gewerbe-Vereins zu Köln.